# 蛇鸦葱属
蛇鸦葱属（学名：Scorzonera）是菊科下的一个属，为多年生草本植物。该属共有约150种，分布于欧洲、地中海地区和亚洲。
蛇鸦葱属原包含更多物种，中文名为鸦葱属。2020年从广义鸦葱属(Scorzonera)独立出拐轴鸦葱属(Lipschitzia)，并恢复毛鸦葱属(Gelasia)、鸦葱属(Takhtajaniantha)、假柄果菊属(Pseudopodospermum )的属级地位。